# Neoathyreus lanei
Neoathyreus lanei är en skalbaggsart som beskrevs av Martinez 1952. Neoathyreus lanei ingår i släktet Neoathyreus och familjen Bolboceratidae. Inga underarter finns listade i Catalogue of Life.